# Patti, Punjab
Patti là một thành phố và là nơi đặt hội đồng đô thị (municipal council) của quận Amritsar thuộc bang Punjab, Ấn Độ.

## Địa lý
Patti có vị trí 31°17′B 74°52′Đ / 31,28°B 74,86°Đ Nó có độ cao trung bình là 209 mét (685 feet).

## Nhân khẩu
Theo điều tra dân số năm 2001 của Ấn Độ, Patti có dân số 34.432 người. Phái nam chiếm 53% tổng số dân và phái nữ chiếm 47%. Patti có tỷ lệ 65% biết đọc biết viết, cao hơn tỷ lệ trung bình toàn quốc là 59,5%: tỷ lệ cho phái nam là 70%, và tỷ lệ cho phái nữ là 60%. Tại Patti, 12% dân số nhỏ hơn 6 tuổi.